# وندل اندرسون
وندل اندرسون (به انگلیسی: Wendell Anderson) سناتور سابق عضو حزب دموکرات ایالات متحده آمریکا بود. وی در سال ۱۹۷۶ تا ۱۹۷۸ میلادی سناتور ایالت مینه‌سوتا در سنای ایالات متحده آمریکا بود.